# Береснев, Алексей Сергеевич

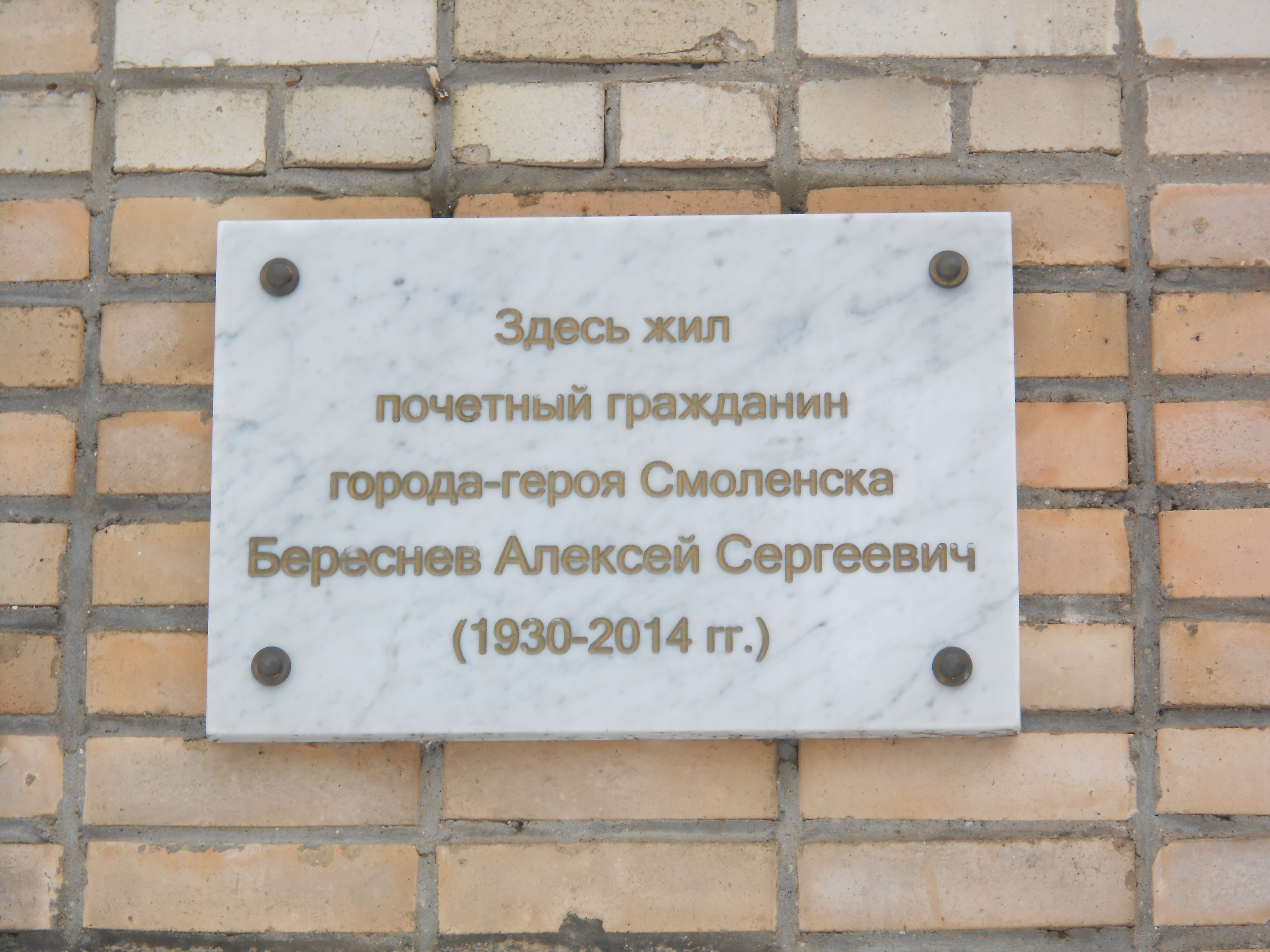
Памятная доска.
Смоленск, ул. Островского 6.

Алексей Сергеевич Береснев (1930—2014) — учёный в области плазменных технологий, изобретатель плазменного скальпеля, почётный гражданин города Смоленск.

## Биография
Алексей Береснев родился 24 октября 1930 года в деревне Зизьманово (ныне — Духовщинский район Смоленской области).
С 1931 года вместе с семьёй проживал в Ярцево.
Во время Великой Отечественной войны в 1941—1943 годах находился в оккупации. После окончания войны Береснев окончил школу и в 1949 году поступил на учёбу в МВТУ имени Н. Э. Баумана. Во время учёбы на 4 и 5 курсах университета он работал на кафедре сварки, где увлёкся сварочными процессами.
В 1956 году по распределению Береснев уехал в Могилёв, где работал технологом, мастером цеха по сварке на заводе «Строммашина».
В январе 1957 года по собственному желанию Береснев перешёл на работу на Смоленский авиационный завод. Работал старшим технологом, руководителем технологического бюро слесарно-сварочного цеха, начальником технической службы агрегатно-сварочного цеха.
Впервые разработанное и внедрённое Бересневым в производство сварочное оборудование и сварочные процессы представлялось на ВДНХ в 1960 году, где изобретатель был награждён большой серебряной медалью. С того же года он возглавлял отдел сварки авиазавода. С тех пор его новые изобретения регулярно представлялись на крупнейших выставках не только СССР, но и мира. Только за 1965 год он получил 22 медали на ВДНХ СССР.
В 1966 году Береснев изобрёл первым в мире плазменный пистолет для сварочных работ, за который в 1967 году был награждён золотой медалью ВДНХ СССР.
В 1967 году им же была разработана плазменная установка для резки высокопрочных деталей из нержавеющей стали, за которую в 1969 году вновь был награждён золотой медалью ВДНХ СССР. Две следующие золотые медали ВДНХ СССР Береснев получил в 1974 и 1978 годах за разработку водородного плазменного аппарата и установку для резки металлов большой толщины. Помимо ВДНХ СССР, изобретения Береснева многократно выставлялись на крупных международных выставках в Париже, Варшаве, Пекине, Тегеране, Риме, Палермо, Милане, Праге, Ганновере.
Помимо производственного оборудования, Береснев занимался изобретениями в области медицины и сельского хозяйства.
В 1978 году Береснев начал работать над созданием плазменного скальпеля — основанного на микроплазме хирургического инструмента для резки биологических тканей. При содействии сотрудников Смоленского государственного медицинского университета Морозова Ю.И. и Козлова Н.Б. в 1979—1980 годах были проведены эксперименты на животных с использованием установки плазменного скальпеля «СУПР—М». Бересневу А.С., Серых Л.А., и Морозову Ю.И. было выдано авторское свидетельство «Плазматрон для резки биологических тканей» с приоритетом от 23 мая 1980 года.  В 1984 году было получено разрешение на клинические испытания, хотя первая неофициальная операция была проведена Морозовым Ю.И. еще в 1980-м году. Сообщение о первой операции с использованием плазменного скальпеля появилось в центральной прессе уже в 1986 году.
Так, в 1994 году им были созданы первые в мире лапароскопические и физиотерапевтические плазматроны, установки для предпосевной обработки семян зерновых.
В 2000 году разработанное им медицинское и сельскохозяйственное плазменное оборудование выставлялось на Санкт-Петербургском международном экономическом форуме, в том же году на Первом всероссийском конкурсе «Инженер года России» Береснев победил в номинации «медицинское оборудование».
В 2001 году изобретения Береснева выставлялись на Первом международном форуме инноваций и инвестиций, где изобретатель был награждён тремя золотыми медалями и Почётными дипломами.
С августа 2001 года Береснев работал генеральным конструктором Московского центра плазменных технологий.
В марте 2005 года Береснев выступал с докладом о своих разработках в области плазменных технологий на расширенном Президиуме Российской инженерной академии, на котором они были признаны не имеющими аналогов в мире.
Решение Смоленского городского совета от 26 августа 2005 года Алексею Бересневу было присвоено звание Почётного гражданина Смоленска.
Умер 13 января 2014 года в Смоленске.